# Гантінгтон (округ, Індіана)
Шаблон:StateAbbr_ 40°50′ пн. ш. 85°29′ зх. д. / 40.83° пн. ш. 85.49° зх. д.
Округ Гантінгтон (англ. Huntington County) — округ (графство) у штаті Індіана, США. Ідентифікатор округу 18069.

## Історія
Округ утворений 1832 року.

## Демографія
За даними перепису
2000 року
загальне населення округу становило 38075 осіб, зокрема міського населення було 18438, а сільського — 19637.
Серед мешканців округу чоловіків було 18537, а жінок — 19538. В окрузі було 14242 домогосподарства, 10280 родин, які мешкали в 15269 будинках.
Середній розмір родини становив 3,04.
Віковий розподіл населення поданий у таблиці:
| Стать    | До 15 років | 15-21 | 22-29 | 30-39 | 40-49 | 50-65 | 65-85 | Понад 85 |
| -------- | ----------- | ----- | ----- | ----- | ----- | ----- | ----- | -------- |
| Чоловіки | 4182        | 2046  | 1808  | 2677  | 3014  | 2687  | 1881  | 242      |
| Жінки    | 4003        | 2112  | 1792  | 2678  | 2846  | 2873  | 2617  | 617      |

## Суміжні округи
- Вітлі — північ
- Аллен — північний схід
- Веллс — схід
- Грант — південь
- Вобаш — захід

## Виноски
1. ↑  U.S. Decennial Census. United States Census Bureau. Архів оригіналу за 26 квітня 2015. Процитовано 10 липня 2014.
2. ↑  Historical Census Browser. University of Virginia Library. Архів оригіналу за 11 серпня 2012. Процитовано 10 липня 2014.
3. ↑  Population of Counties by Decennial Census: 1900 to 1990. United States Census Bureau. Архів оригіналу за 4 жовтня 2014. Процитовано 10 липня 2014.
4. ↑  Census 2000 PHC-T-4. Ranking Tables for Counties: 1990 and 2000 (PDF). United States Census Bureau. Архів оригіналу (PDF) за 18 грудня 2014. Процитовано 10 липня 2014.
5. ↑  Huntington County QuickFacts. Бюро перепису населення США. Архів оригіналу за 7 червня 2011. Процитовано 20 вересня 2011.(англ.) Наведено за англійською вікіпедією.
6. ↑  American FactFinder. Бюро перепису населення США. Архів оригіналу за 21 травня 2008. Процитовано 31 січня 2008.

| США | Це незавершена стаття з географії США. Ви можете допомогти проєкту, виправивши або дописавши її. |